# Kail Piho
Kail Piho (Võru, 28 maggio 1991) è un ex combinatista nordico estone.
È fratello di Han-Hendrik, a sua volta combinatista nordico di alto livello.

## Biografia
Piho ha esordito in Coppa del Mondo il 29 novembre 2008 a Kuusamo (44º) e ai Campionati mondiali a Liberec 2009, dove si è classificato 44º nel trampolino normale, 40º nel trampolino lungo, 49º nella partenza in linea e 9º nella gara a squadre dal trampolino lungo.
Due anni dopo ai Mondiali di Oslo 2011 è stato 34º nel trampolino normale, 33º nel trampolino lungo e 12º nella gara a squadre dal trampolino normale, mentre nella rassegna iridata della Val di Fiemme, nel 2013, si è piazzato 28º nel trampolino normale, 27º nel trampolino lungo, 10º nella sprint a squadre dal trampolino lungo e 11º nella gara a squadre dal trampolino normale.
Ai Mondiali di Falun 2015 è stato 34º nel trampolino normale, 37º nel trampolino lungo, 10º nella gara a squadre dal trampolino normale e 11º nella sprint a squadre dal trampolino lungo; due anni dopo, ai Mondiali di Lahti 2017, si è classificato 45º nel trampolino normale, 43º nel trampolino lungo e 9º nella gara a squadre dal trampolino normale.

## Palmarès

### Coppa del Mondo
- Miglior piazzamento in classifica generale: 42º nel 2013